# خوان بيريز ميدينا
خوان بيريز ميدينا (بالإسبانية: Juan Pérez Medina)‏ هو سياسي مكسيكي، ولد في 20 أكتوبر 1960 في ولاية ناياريت في المكسيك. حزبياً، نشط في حزب الثورة الديمقراطية. وقد انتخب عضو مجلس النواب المكسيك.